# Palma Stariji
Palma Stariji (* Serina,  Bergamo 1480. -  † Venecija, 1528.), rođen je kao Jacopo Negretti, bio je talijanski slikar venecijanske slikarske škole. U talijanskom slikarstvu znan je kao Palma il Vecchio) da bi ga se razlikovalo od njegova pra nećaka Palme il Giovanea (Palme Mlađeg).

## Životopis i djelo
U rodnoj Serini je vjerojatno vrlo malo boravio, vrlo brzo odlazi za Veneciju, koja je u to vrijeme predstavlja umjetničko i gospodarsko središte sjeverne Italije. Prvi dokaz o njegovoj prisutnosti u Veneciji potječe iz 1510. godine, kad se pojavljuje kao svjedok kod jednog notara. 
Ispočetka slika poput Andreje Previtalija (koji je poput Palme iz Bergama), zatim na njega počinju utjecati venecijanski slikari Giovanni Bellini i Giorgione (talijanski povjesničar umjetnosti Giulio Carlo Argan je vidio i utjecaj Vittorea Carpaccia). Zatim je počeo posjećivati Tizianovu slikarsku bottegu, gdje se zaljubljuje u slikarevu kćer Violante, ali uz to radi na brojnim narudžbama koje mu dolaze u velikom broju sa svih strana.
Čitavo vrijeme je prijatelj i istovremeno konkurent Lorenza Lotta u borbi za bogate naručitelje. 
Ono što je paradoksalno je da je od njega ostalo samo jedno potpisano djelo, Madonna, koja se danas čuva u Berlinu, tako da su mnoge njegove slike predmet su žestokih polemika među povjesničarima umjetnosti, jer neki ta djela pripisuju njemu, dok drugi ostalim venecijanskim slikarima;  Giorgioneu, Belliniju, Carpacciu...
U svakom slučaju uvijek se da iščitati da je Palmino slikarstvo sretan spoj vrhunskog bogatstva boja, kome ne nedostaje i snažan precizni crtež.
Njegovo remek-djelo je oltar za crkvu Santa Maria Formosa u Veneciji. To je triptih na kojem je sv. Barbara između svetog Antuna Pustinjaka i sv Sebastijana. Drugi njegov vrlo poznati rad nalazi se danas u Dresdenskoj galeriji, to je slika, s prikazom triju sestara u prirodi, ovu sliku često zovu Tri gracije. Treći njegov značajni rad, je otkriven u Veneciji 1900. godine, to je portret mlade žene za koju se drži da predstavlja  Violante (Tizianova kći). 
Ostala djela koja mu se pripisuju su; Posljednja večera u crkvi Santa Maria Mater Domini, sv. Marija sa sv. Jurjem i sv. Lucijom, u crkvi San Stefano u Vicenzi, Bogojavljenje, (u galeriji Brera, Milano), Poklonstvo pastira  (Louvre, Pariz), Sveta obitelj sa sv. Katarinom, sv. Ivanom i darivateljima (Beli dvor, Beograd), Sveti Petar sa šest svetaca" i Uznesenje Blažene Djevice, (Galerija Akademije, Venecija)  i Krist u Emausu (Galerija u Palači Pitti, Firenca). 
Naslikao je puno slika s temom Svetih Razgovora (to mu je bila omiljena tema) najpoznatija od njih Sveta obitelj sa sv Ivanom Krstiteljem i sv Lucijom, u Galeriji Akademije u Veneciji. Ostale poznate Svete konverzacije, čuvaju se danas u; Rimu (Galerija Borghese), Kölnu, Firenci (Uffizi i Pitti), Drezdenu, Münchenu i Beču.